# Celia Adler
Celia Adler, född 1891, död den 31 januari 1979 i Bronx, New York, var en amerikansk skådespelerska, känd som "Jiddiska teaterns första dam".
Hon var dotter till skådespelaren Jacob P. Adler.